# Halligan-Tool

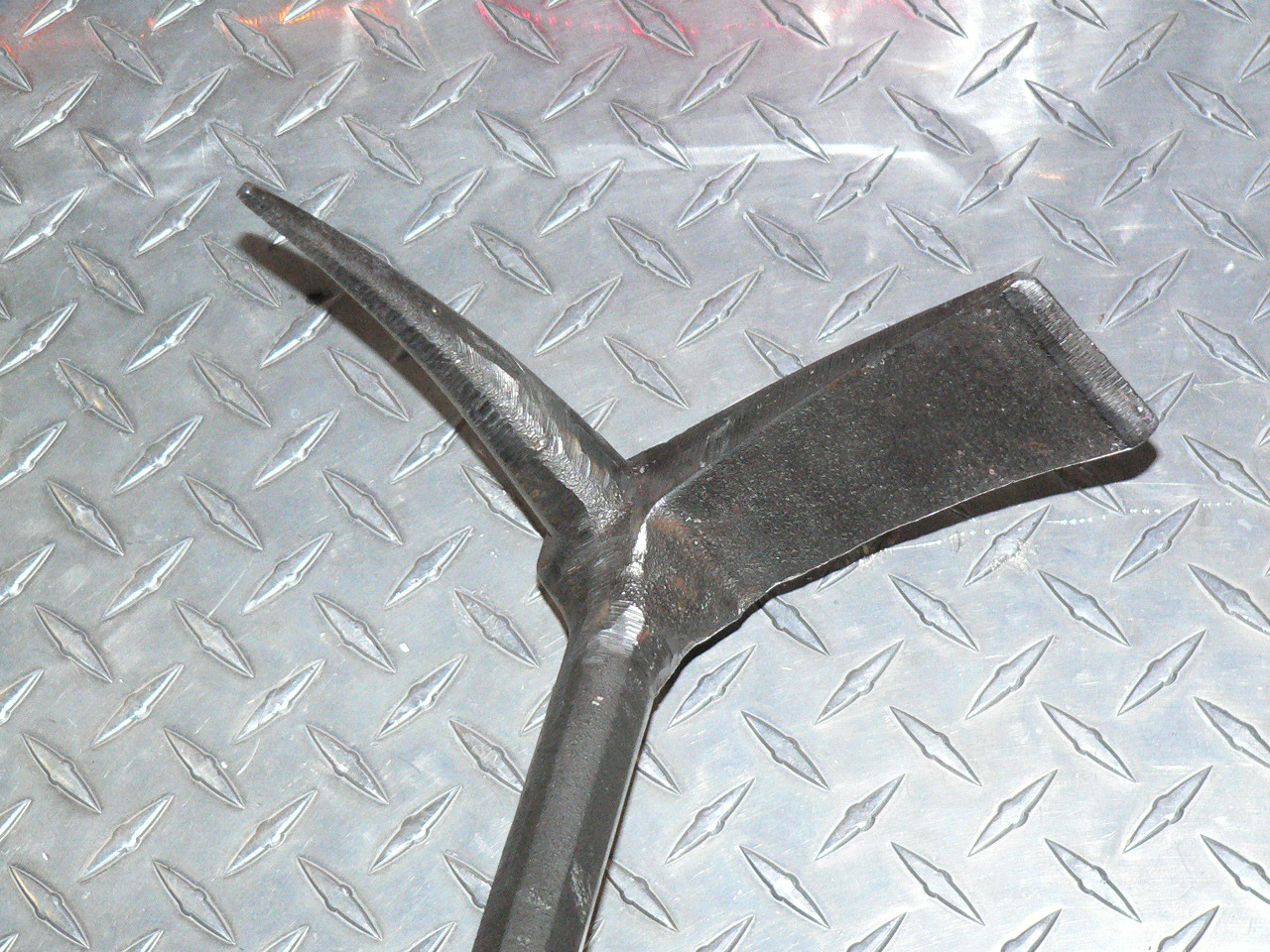
Halligan-Tool

Das Halligan-Tool, in Deutschland auch Hebel- und Brechwerkzeug genannt, ist eine besondere Bauform einer Brechstange, wie sie oft bei der Feuerwehr oder im Militär Verwendung findet. Selten wird es auch verballhornt als Hooligan-Tool bezeichnet, zumal eine Vertriebsfirma diese Bezeichnung verwendet. An einem Ende der Stahlstange sind eine Klinge und ein Dorn angebracht, am anderen Ende ein Kuhfuß oder Blechschneider.
Üblicherweise wird zuerst die Klinge oder der Dorn eingeschlagen, falls nötig unter Zuhilfenahme eines geeigneten Schlagwerkzeugs, wie Spalthammer, Axt, Vorschlaghammer oder TNT-Tool/Denver-Tool. Daraufhin wird die geschaffene Öffnung weiter aufgehebelt oder, im Falle einer zu öffnenden Tür, aufgebrochen.

## Klingenformen

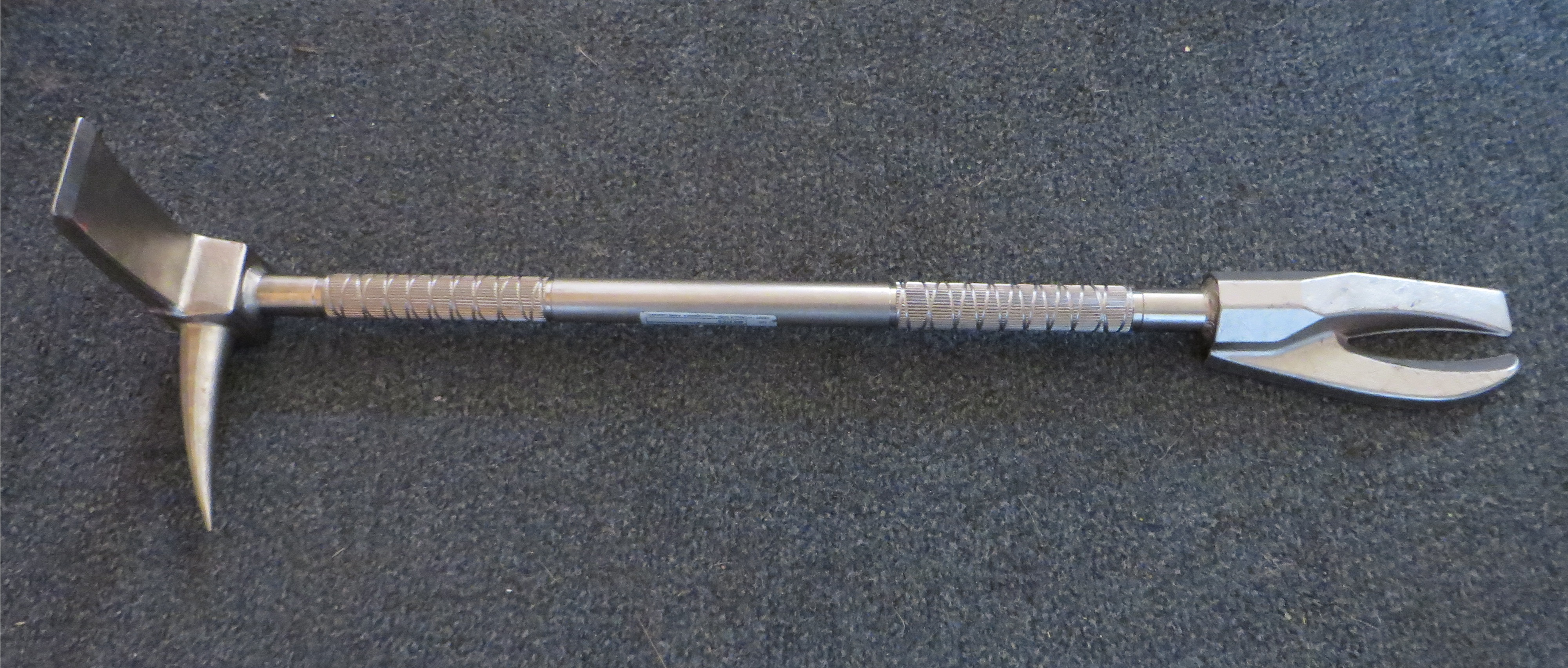
Halligan-Tool mit Keil, Runddorn und Blechschneidklaue

Die Klinge ist keilförmig ausgebildet und steht im rechten Winkel zur Stange ab. Sie kann beispielsweise in einen engen Spalt geschlagen werden, um diesen durch die Flankenkräfte des Keils aufzuweiten. Auch der spitz zulaufende Runddorn steht im rechten Winkel zur Stange. Er wird üblicherweise verwendet, um Löcher in dünnen Blechen und weichen Baustoffen zu schaffen.
Auf der anderen Seite der Stange befindet sich ein Kuhfuß, auch Geißfuß genannt. Dies ist eine Klinge in Nageleisen-Form, welche im 30°-Winkel zur Stange absteht. Alternativ zum Kuhfuß ist eine Ausführung mit einer Blechschneidklaue erhältlich, welche auch als Kuhfuß verwendet werden kann.

## Namensgebung
Die Bezeichnung Halligan-Tool geht zurück auf den Namen des Erfinders, Hugh Halligan. Halligan war First Deputy Fire Commissioner im New York City Fire Department. Er entwickelte das Werkzeug Ende der 1940er Jahre, das Original wog 8,5 Pfund (3,9 Kilogramm) und war aus einem Stück geschmiedet.
Verschiedene Herstellerunternehmen verwenden für das Werkzeug andere Bezeichnungen, die teilweise auch Markenschutz genießen: Haligan-Tool, Pro-Bar, Hallagan bar, Hooligan-Tool und weitere. Die Bezeichnung „Halligan“ selbst war zeitweise als Unionsmarke geschützt, sodass andere Hersteller als der Markeninhaber in der Europäischen Union andere Bezeichnungen verwenden mussten. Dieser Eintrag ist jedoch im Juli 2020 abgelaufen und besteht somit mit Stand März 2024 nicht mehr.

## Ausführungen
Die Produkte unterscheiden sich durch ihre Länge von 0,5 bis 1,5 m, ihrem Material (Stahl, Aluminium, nicht-zündfunkenreißende Legierungen, elektrisch nicht leitfähige Materialien), den Verbindungen (geschrumpft, gesplintet, aus einem Stück geschmiedet) und der Gestaltung der Klingen im Detail.
Zusammen mit einem Spannriemen kann mit einem Spalthammer oder anderen Schlagwerkzeugen ein Paket gebildet werden, um beide Werkzeuge mit einem Griff entnehmen und mit einer Hand tragen zu können.